# Bundesstrasse 9
Bundesstrasse 9 är en förbundsväg i Tyskland. Vägen går ifrån gränsövergången Wyler mot Nederländerna till gränsövergången Bienwald mot Frankrike via bland annat Köln, Bonn och Mainz. Vägen som är omkring 450 kilometer går genom förbundsländerna Nordrhein-Westfalen och Rheinland-Pfalz.